# Judà Ibn Tibon
Judà ibn Tibon (hebreu: יהודה בן שאול אבן תיבון, Yehudà ben Xaül ibn Tibon‎) (1120 - ca. 1190) va ser un traductor, metge i poeta jueu andalusí granadí.
Nascut a la ciutat de Granada, va abandonar la península Ibèrica cap a l'any 1150, possiblement a causa de la persecució dels almohades contra els jueus i va viatjar a Lunèl, a Occitània. Benjamí de Tudela esmenta la seva presència allà en 1160. Va morir al voltant de l'any 1190 a Marsella.
Judà va conviure amb Meixul·lam ben Jacob i amb els dos fills de Meixul·lam, Aixer i Aaron, a qui en el seu testament recomana com a amics al seu únic fill, Samuel. Va ser també amic d'Abraham ben David de Posquiera i de Zerahya ha-Leví, que va reconèixer que Judà era «un savi més gran que jo mateix».
A part del seu fill Samuel va tenir dues filles, el matrimoni li va causar moltes preocupacions.

## Traduccions
Les obres de Judà inclouen les següents traduccions a l'hebreu:
- Hovot ha-Levavot de Bahya ibn Paquda. El títol àrab d'aquesta obra era Al-Hidayah ila Fara'id al-Hulub, ‘Els deures del cor’. Va ser animat a traduir aquesta obra per Meixul·lam ben Jacob i el seu fill Aixer, de manera que va traduir el primer tractat en 1161. Després de completar-ho, Jucef Quimhí va traduir els altres nou.

- Tiqqun Middot ha-Néfeix de Salomó ibn Gabirol.

- Kitab al-Hujja, Judà ha-Leví (1167).

- Dues obres de Jonàs ibn Janah:
  - La seva gramàtica, Kitab al-Luma ', amb el títol de Séfer ha-Riqmà (1171, editat per B. Goldberg, amb notes de R. Kirchheim, Frankfort-on-the-Main, 1856). El prefaci del traductor és interessant com anàlisi de la història de la literatura i ofereix les opinions de Judà sobre l'art de la traducció hebrea.
  - Kitab al-Ussul , sota el títol de Séfer ha-Xoraixim (editat per Bacher, Berlin, 1896). Isaac al-barceloni i Isaac ha-Leví ja havien traduït aquest diccionari i Judà va finalitzar la seva traducció en 1171.

- Kitab al-Amanat wal-I'tiḳadat de Saadia, sota el títol de Séfer ha-Emunot ve-ha-Deot (1186; first ed. Constantinoble, 1562).

## Testament
El testament ètic de Judà, amb el seu estil casolà i honestedat, és un dels més interessants d'aquest tipus de documents. Proporciona una reflexió sobre l'ànima humana i la relació de l'autor amb el seu fill Samuel, també erudit i traductor. Li retreu no haver demanat consell i haver-li ocultat moltes coses.
Recomana a Samuel que practiqui l'escriptura àrab, ja que jueus com Samuel ha-Naguid, per exemple, van obtenir rang i posició simplement per ser capaços d'escriure en aquesta llengua. Li ordena que sigui un home moral i que estudiï la Torà, així com ciències profanes, incloent la medicina. Que llegeixi obres gramàtiques al Sàbat i altres festes sagrades, i que no oblidi llegir el "Mixlé" i el "Ben Mixlé". Pel que fa a la pràctica mèdica ofereix consell al seu fill, observant rigoroses lleis dietètiques per a no caure malalt com passa a altres amb freqüència a causa de menjars desordenades i que no generi desconfiança com a metge. És interessant la referència de Judà a la seva biblioteca com el seu "més gran tresor", la seva "millor company" i als seus prestatges "els jardins més agradables i bells." Afegeix:
 He reunit una gran biblioteca per al teu benefici perquè mai necessitis manllevar un llibre a ningú. Com tu mateix has vist, la majoria dels estudiants no deixen de buscar llibres que no són capaços de trobar ... revisa els teus llibres hebreus cada mes, els llibres àrabs cada dos mesos, els altres cada tres mesos. Mantingues la teva biblioteca ordenada, perquè no necessitis buscar un llibre. Prepara un llistat dels llibres de cada prestatge, i posa cada llibre en el seu prestatge correcte. Vés amb compte amb les fulles soltes i separades dels teus llibres, perquè contenen coses importants que jo mateix he recollit i anotat. No perdis cap escrit ni cap carta del que et deixo ... cobreix els prestatges amb belles cortines, protegeix-de l'aigua del sostre, dels ratolins i de tot dany, perquè són la teva major tresor. 
El seu delicat estil lingüístic i la seva concepció de l'art de la traducció també apareixen en altres consells sobre aquest tema.